# 칼라소카
칼라소카(산스크리트어: कालाशोक 칼라쇼카) 또는 카카바르나는 시슈나가의 아들이자 후계자이다. 그는 자신의 왕국을 10명의 아들들에게 나누어주고 9번째 아들인 난디바르다나를 마가다의 왕으로 즉위시켰다.

## 재위
시슈나가는 마가다의 수도를 바이샬리로 옮겼다. 칼라소카는 그의 아버지 시슈나가의 뒤를 이었다. 칼라소카는 다시 수도를 파탈리푸트라로 옮겼다.
불교 문헌에 따르면, 부처의 마하 파리니르바나(열반) 100년 후 바이샬리에서 열린 제2차 불교 결집은 칼라소카 왕의 후원을 받았다. 그러나 칼라소카 왕의 노력에도 불구하고 불교도들 사이의 의견 차이는 계속되었다. 그는 자신의 왕국을 10명의 아들들에게 나누어주었으며, 이들은 동시에 통치했다.